# ミスター・ワンダフル
『ミスター・ワンダフル』(Mr. Wonderful)は、1968年に発表されたフリートウッド・マックのアルバム。ジャケットに写っている半裸の男性はミック・フリートウッドである。

## 収録曲

### オリジナル・トラック盤
1. ストップ・メッシン・ラウンド - Stop Messin' Round [G]
2. アイヴ・ロスト・マイ・ベイビー - I've Lost My Baby [S]
3. ローリン・マン - Rollin' Man [G]
4. ダスト・マイ・ブルーム - Dust My Broom
オリジナルはロバート・ジョンソンのカバー
5. ラヴ・ザット・バーンズ - Love That Burns [G]
6. ドクター・ブラウン - Doctor Brown
7. ニード・ユア・ラヴ・トゥナイト - Need Your Love Tonight [S]
8. イフ・ユー・ビー・マイ・ベイビー - If You Be My Baby [G]
9. イヴニン・ブギ - Evenin' Boogie [S]
10. レイジー・ポーカー・ブルース - Lazy Poker Blues [G]
11. カミング・ホーム - Coming Home
オリジナルはエルモア・ジェームスのカバー
12. トライング・ソー・ハード・トゥ・フォーゲット - Trying So Hard to Forget [G]

### 再発盤
1. ストップ・メッシン・ラウンド （テイク４） - Stop Messin' Round (Take 4) [G]
2. アイヴ・ロスト・マイ・ベイビー - I've Lost My Baby [S]
3. ローリン・マン - Rollin' Man [G]
4. ダスト・マイ・ブルーム - Dust My Broom
オリジナルはロバート・ジョンソンのカバー
5. ラヴ・ザット・バーンズ - Love That Burns [G]
6. ドクター・ブラウン - Doctor Brown
7. ニード・ユア・ラヴ・トゥナイト - Need Your Love Tonight [S]
8. イフ・ユー・ビー・マイ・ベイビー - If You Be My Baby [G]
9. イヴニン・ブギ - Evenin' Boogie [S]
10. レイジー・ポーカー・ブルース - Lazy Poker Blues [G]
11. カミング・ホーム - Coming Home
オリジナルはエルモア・ジェームスのカバー
12. トライング・ソー・ハード・トゥ・フォーゲット - Trying So Hard to Forget [G]
13. ストップ・メッシン・ラウンド（テイク１，２，３） - Stop Messin' Round (Take 1,2,3) [G]
14. ストップ・メッシン・ラウンド（テイク５） - Stop Messin' Round (Take 5) [G]
15. アイ・ヘルド・マイ・ベイビー・ラスト・ナイト - I Held My Baby Last Night
オリジナルはエルモア・ジェームスのカバー
16. ミステリー・ブギ - Mystery Boogie [S]

作詞作曲：
[G]　ピーター・グリーン
[S]　ジェレミー・スペンサー

## 演奏者
- ピーター・グリーン - ボーカル, ギター, ハーモニカ
- ジェレミー・スペンサー - ボーカル, スライドギター
- ジョン・マクヴィー - ベース・ギター
- ミック・フリートウッド - ドラム

- ジョニー・アーモンド - テナー・サクソフォーン
- Duster Bennett - ハーモニカ
- スティーヴ・グレゴリー - アルト・サクソフォーン
- デイブ・ハワード - サクソフォーン
- クリスティーン・マクヴィー - 鍵盤楽器, ピアノ, ボーカル
- Roland Vaughan - サクソフォーン

## 製作
- プロデューサー:マイク・ヴァーノン
- エンジニア: マイク・ロス
- Coordination: リチャード・ヴァーノン
- Cover design: Terence Ibbott
- 写真撮影: Terence Ibbott